# Moïse Bombito
Moïse Bombito (* 30. März 2000 in Montreal, Québec) ist ein kanadischer Fußballspieler, der auch die Staatsbürgerschaft der DR Kongo innehat.

## Karriere

### Verein
Vom CS Saint-Hubert kommend, besuchte er ab 2020 in den USA das Iowa Western Community College und spielte dort für die Iowa Western Reivers. Von Mai bis Juli 2022 spielte er hier dann nebenbei schon für die Seacoast United Phantoms in der League Two. Nach diesem Sommer wechselte er dann auch an die University of New Hampshire und spielte hier nun für die UNH Wildcats.
Im MLS SuperDraft 2023 wurde er dann als dritter Pick in der ersten Runde von den Colorado Rapids auserwählt, womit es für ihn nun wieder nach Kanada ging. Nachdem er erst zum Saisonstart wegen einer Knieverletzung ausgefallen war und auch sein erstes Spiel danach zuerst für die Zweitvertretung gemacht hatte, kam er dann am 14. Mai 2023 bei einer 1:2-Niederlage gegen Philadelphia Union zu seinem MLS-Debüt, wo er in der 81. Minute für Danny Leyva eingewechselt wurde. Seit der Spielzeit 2024 war er Stammspieler.
Im Sommer 2024 wechselte zu Bombito zu OGC Nizza.

### Nationalmannschaft
Sein Debüt für die kanadische A-Nationalmannschaft machte er am 27. Juni 2023, wo er nach der Nominierung für den Gold Cup 2023 hier bei einem 2:2 gegen Guadeloupe in der Gruppenphase eingesetzt wurde und gleich in der Startelf startete, bis er in der 64. Minute für Liam Fraser eingewechselt wurde. Auch in den beiden nächsten Gruppenspielen kam er zum Einsatz und schied am Ende mit seiner Mannschaft im Viertelfinale des Turniers gegen die USA aus. Im nächsten Jahr folgten zwei weitere Einsätze bei Freundschaftsspielen für ihn, woraufhin er auch für den Kader bei der Copa América 2024 nominiert wurde, wo er auch gleich bei der 0:2-Eröffnungsspielniederlage gegen Argentinien sein Debüt hatte.